# Kapucynka (rodzaj)
Kapucynka (Cebus) – rodzaj ssaków naczelnych z podrodziny kapucynek (Cebinae) w obrębie rodziny płaksowatych (Cebidae).

## Rozmieszczenie geograficzne
Rodzaj obejmuje gatunki występujące w Ameryce Południowej.

## Morfologia
Długość ciała 33–51 cm, ogona 35–55 cm; masa ciała 1,7–4,7 kg.

## Systematyka
Rodzaj zdefiniował w 1777 roku niemiecki przyrodnik i weterynarz Johann Christian Polycarp Erxleben w książce własnego autorstwa poświęconej systematyce zwierząt. Erxleben wymienił kilka gatunków – Cebus lugubris Erxleben, 1777 (nomen dubium), Simia Capucina Linnaeus, 1758, Simia Apella Linnaeus, 1758, Simia Fatuellus Linnaeus, 1766, Simia Belzebul Linnaeus, 1766, Simia Seniculus Linnaeus, 1766, Simia Paniscus Linnaeus, 1758, Simia Trepida Linnaeus, 1766 (= Simia Apella Linnaeus, 1758) i Simia Sciurea Linnaeus, 1758 – z których gatunkiem typowym jest Simia Capucina Linnaeus, 1758 (kapucynka czarno-biała).

### Etymologia
- Cebus: gr. κηβος kēbos ‘długoogoniasta małpa’[10].
- Aegipan: w mitologii greckiej Aegipan (gr. Αιγιπαν Aigipan; αιξ aix, αιγος aigos ‘koza’; Παν Pan ‘Pan’) było inną nazwą Pana nadaną mu z powodu jego kozich kończyn, rogów i uszu[11].
- Calyptrocebus: gr. καλυπτρα kaluptra ‘welon’; κηβος kēbos ‘długoogoniasta małpa’[12]. Gatunek typowy: Reichenbach wymienił 14 gatunków – Cebus albus É. Geoffroy Saint-Hilaire, 1812 (nomen dubium), Cebus barbatus É. Geoffroy Saint-Hilaire, 1812 (nomen dubium), Simia trepida Linnaeus, 1766 (= Simia Apella Linnaeus, 1758), Simia albifrons von Humboldt, 1811, Cebus chrysopus Lesson, 1827 (= Simia albifrons von Humboldt, 1811), Cebus gracilis Spix, 1823 (= Simia albifrons von Humboldt, 1811), Cebus versicolor[c] Pucheran, 1845, Simia Capucina Linnaeus, 1758, Simia hypoleuca von Humboldt, 1811 (= Simia Capucina Linnaeus, 1758), Cebus olivaceus Schomburgk, 1848, Cebus nigrivittatus J.A. Wagner, 1848 (= Cebus olivaceus Schomburgk, 1848), Cebus paraguayanus Reichenbach, 1862 (= Cebus olivaceus Schomburgk, 1848), Simia Apella Linnaeus, 1758 i Cebus libidinosus Spix, 1823 – nie określając gatunku typowego.
- Eucebus: gr. ευ eu ‘dobry, typowy’; κηβος kēbos ‘długoogoniasta małpa’[13]. Gatunek typowy: Reichenbach wymienił 8 gatunków – Cebus (Eucebus) fistulator Reichenbach, 1862 (= Simia Apella Linnaeus, 1758), Cebus griseus Desmarest, 1821 (= Simia Apella Linnaeus, 1758), Monachus F. Cuvier, 1820, Cebus macrocephalus[d] Spix, 1823, Cebus cucullatus Spix, 1823, Cebus robustus Kuhl, 1820, Simia variegata É. Geoffroy Saint-Hilaire, 1811 (nomen dubium) i Cebus crassiceps Pucheran, 1857 (nomen dubium) – nie określając gatunku typowego.
- Otocebus: gr. ους ous, ωτος ōtos ‘ucho’; κηβος kēbos ‘długoogoniasta małpa’[14]. Gatunek typowy: Reichenbach wymienił 10 gatunków – Simia cirrifera É. Geoffroy Saint-Hilaire, 1812 (nomen dubium), Cebus cristatus F. Cuvier, 1829 (nomen dubium), Cebus frontatus Kuhl, 1820 (nomen dubium), Cebus hypomelas Pucheran, 1857 (nomen dubium), Cebus lunatus Kuhl, 1820 (nomen dubium), Cebus niger É. Geoffroy Saint-Hilaire, 1812 (nomen dubium), Simia Fatuellus[d] Linnaeus, 1766, Cebus elegans I. Geoffroy Saint-Hilaire, 1851 (= Cebus libidinosus Spix, 1823), Cebus azarae Rengger, 1830 (= Callithrix Cay Illiger, 1815) i Cebus vellerosus[e] I. Geoffroy Saint-Hilaire, 1851 – nie określając gatunku typowego.
- Pseudocebus: gr. ψευδος pseudos ‘fałszywy’; κηβος kēbos ‘długoogoniasta małpa’[15]. Gatunek typowy: Reichenbach wymienił 3 gatunki – Cebus unicolor Spix, 1823[c], Simia flavia von Schreber, 1799 i Saïmiris ochroleucus Reichenbach, 1862 (species inquirenda) – nie określając gatunku typowego.

### Podział systematyczny
W obrębie rodzaju wyróżnia się od czterech do piętnastu gatunków, zachodzi potrzeba gruntownej rewizji taksonomicznej rodzaju; tutaj klasyfikacja za Mammal Diversity Database:
| Grafika | Gatunek         | Autor i rok opisu | Nazwa zwyczajowa       | Podgatunki         | Rozmieszczenie geograficzne                                                                   | Podstawowe wymiary                          | Status IUCN |
| ------- | --------------- | ----------------- | ---------------------- | ------------------ | --------------------------------------------------------------------------------------------- | ------------------------------------------- | ----------- |
|         | Cebus albifrons | (Humboldt, 1812)  | kapucynka białoczelna  | gatunek monotypowy | Wenezuela, Kolumbia, Brazylia, Ekwador, Peru i Boliwia; zakres wysokości: 0–2000 m n.p.m.     | DC: 35–51 cm DO: 39–50 cm cm MC: 1,2–4,7 kg | LC          |
|         | Cebus olivaceus | Schomburgk, 1848  | kapucynka oliwkowa     | gatunek monotypowy | Wenezuela, Trynidad i Tobago, region Gujana i Brazylia; zakres wysokości: 0–2000 m n.p.m.     | DC: 37–46 cm DO: 45–55 cm MC: 2,3–4,2 g     | LC          |
|         | Cebus kaapori   | Queiroz, 1992     | kapucynka reliktowa    | gatunek monotypowy | endemit Brazylii; zakres wysokości: poniżej 200 m n.p.m.                                      | DC: 37–46 cm DO: 40–55 cm MC: 2,4–3 g       | CR          |
|         | Cebus capucinus | (Linnaeus, 1758)  | kapucynka czarno-biała | gatunek monotypowy | Honduras, Nikaragua, Kostaryka, Panama, Kolumbia i Ekwador; zakres wysokości: 0–2100 m n.p.m. | DC: 33–45 cm DO: 35–55 cm MC:1,5–4 g        | VU          |

Kategorie IUCN:  LC  – gatunek najmniejszej troski,  VU  – gatunek narażony,  CR  – gatunek krytycznie zagrożony,  